# NGC 3150
NGC 3150 је спирална галаксија у сазвежђу Мали лав која се налази на NGC листи објеката дубоког неба.
Деклинација објекта је + 38° 39' 29" а ректасцензија 10h 13m 26,2s. Привидна величина (магнитуда) објекта NGC 3150 износи 14,6 а фотографска магнитуда 15,5. NGC 3150 је још познат и под ознакама MCG 7-21-17, CGCG 211-19, PGC 29789.